# Danuta Roman
Danuta Roman (n. 6 decembrie 1953, București) este scriitoare, eseistǎ, publicistǎ și traducǎtoare cu origini poloneze. Este doctor în filosofie al Universitǎții București. Face parte din Enciclopedia Personalitǎților din România iar la constituirea Fundației „Armonia pentru familiile etnic mixte din România” a fost aleasǎ vicepreședinte. Este expert în comunicare socialǎ, minoritǎți și relații interculturale. Activeazǎ în cadrul minoritǎții poloneze din România fiind în prezent prim vicepreședinte al organizației Dom Polski București.

## Biografie
Danuta Roman provine dintr-o familie de refugiați polonezi din Bucovina de Nord, care s-au refugiat în România în anul 1940, stabilindu-se la București.  Membrii familiei au fost profesori de limba polonǎ și activiști sociali în cadrul minoritǎții poloneze din Bucovina de Nord. Bunicul, Józef Preisner a fǎcut parte din conducerea Societății Polone de Lecturǎ din Adâncata (Glęboka) iar unchiul, Józef Niedzielski a activat la organizația Dom Polski din București pânǎ în anul 1953 când a fost interzisǎ activitatea comunitǎții poloneze. A urmat cursurile: „Experți în comunicare socială, minoritǎți și relații interetnice” organizat de Centrul European de Studii în Probleme Etnice și Comunicare Socială al Academiei Române și de Consiliul Minorităților Naționale de pe lângă Guvernul României (1994 -1995), curs finalizat cu lucrarea de diplomă „Crearea climatului comunitar, premiză a integrării europene” „Minoritǎțile și problemele lor în Europa dupǎ 1989” organizat de Consiliul Europei și Comitetul Helsinki (Strasbourg – Franța și Haga – Olanda, 1995); „Minoritǎțile și Drepturile lor“ organizat de Consiliul Minorităților Naționale – Guvernul României (Budapesta - Ungaria, 1998). A absolvit Universitatea București – Facultatea de Drept (2007), Master în Filosofie (2017) și Școala Doctoralǎ de Filosofie (2020), obținând titlul de doctor în filosofie cu lucrarea Homo videns, eticǎ și manipulare, având ca subiect relația omului contemporan al imaginii cu etica și manipularea. La constituire a fost aleasǎ în conducerea Fundației „Armonia pentru familiile etnic mixte din România” ca vicepreședinte și este inclusǎ în Enciclopedia Personalitǎților din România.

## Activitate politică și culturală
Dupǎ anul 1990, când a fost reactivatǎ Uniunea Polonezilor din România Dom Polski de cǎtre minoritatea poloneză din București a activat și activeazǎ și în prezent în cadrul Uniunii Polonezilor din România fiind membru al Comisiei de Eticǎ și Disciplinǎ a U.P.R. și prim-vicepreședintǎ a organizației Dom Polski București, unde se ocupǎ de relația cu mass media, radio, TV. A candidat din partea organizației Dom Polski București la alegerile locale din București pentru funcția de consilier al Consiliului General al sectorului 1 (1996) și la alegerile parlamentare pentru Camera Deputaților (1996 și 2000). Publică articole și eseuri în presa scrisǎ și online a comunității poloneze din România și din strǎinǎtate și în volume colective din țară și din străinătate, susține conferințe cu tematici culturale și interculturale. Colaborează cu Televiziunea Română în realizarea de emisiuni dedicate cunoașterii culturii, istoriei și tradițiilor minorității poloneze din România.

## Distincții
Pentru activitatea desfășurată în presă, conferințe, emisiuni radio - TV, colaborări pe diferite proiecte cu ONG-uri interne și internaționale, în vederea îmbunătățirii comunicării interculturale și a climatului comunitar i s-a conferit Diploma de Onoare a Fundației „Armonia pentru famiile etnic mixte din România” (București, 2005) și titlul de Ambasador al Pӑcii, conferit de Federația Internațională pentru Pacea Lumii (Seul, 2006).

## Cărți publicate
- Ogród polskiej pamięci / Grǎdina memoriei poloneze (bilingvǎ polono-românâ) – Editor Uniunea Polonezilor din România, Suceava, 2019.
- Pe cǎrǎrile timpului / Na ścieżkach czasu (bilingvǎ româno-polonǎ) – Tipografia Smartprint, București, 2021.
- Homo videns. Între eticǎ și manipulare - Editura Casa Cǎrții de științǎ Cluj – Napoca, 2021.
- Ghid de conversație român-german, Editura Teora, 1998, 2000.

## Eseuri publicate
- Ogród polskiej pamięci / Grǎdina memoriei poloneze, în Polonus - Pismo Związku Polaków w Rumunii / Revista Uniunii Polonezilor din România “Dom Polski”, Nr. 1 (243), Suceava, 2017, p. 15-16.
- Rodzina Żalplachtów i droga do nieba / Familia Żalplachta și calea cǎtre cer în Polonus - Pismo Związku Polaków w Rumunii / Revista Uniunii Polonezilor din România “Dom Polski”, Nr. 7 (249), Suceava, 2017, p. 19-23.
- Doktor Lucjan Julian Skupiewski / Doctor Lucjan Julian Skupiewski, în Polonus - Pismo Związku Polaków w Rumunii / Revista Uniunii Polonezilor din România “Dom Polski”, Nr.10 (252), Suceava, 2017, p. 20-22.
- Mistrz Antoni Romanowski I nieśmiertelne piękno tańca / Maestrul Antoni Romanowski și frumusețea nemuritoare a dansului, în Polonus - Pismo Związku Polaków w Rumunii / Revista Uniunii Polonezilor din România “Dom Polski”, Nr. 4,5 (246,247), Suceava, 2017, p. 33-35.
- Theodor Rogalski – mistrz batuty / Theodor Rogalski - maestrul baghetei, în Polonus - Pismo Związku Polaków w Rumunii / Revista Uniunii Polonezilor din România “Dom Polski”, Nr. 3 (245), Suceava, 2017, p. 22-24.
- Niedzielscy i dom rodzinny / Familia Niedzielski și casa pǎrinteascǎ, în Polonus - Pismo Związku Polaków w Rumunii / Revista Uniunii Polonezilor din România “Dom Polski”, Nr.9 (251), Suceava, 2017, p. 42-45.
- Podróż w krainę snu – Frederyk Mikosz / Cǎlǎtorie în împǎrǎția visului – Frederyk Mikosz, în Polonus - Pismo Związku Polaków w Rumunii / Revista Uniunii Polonezilor din România “Dom Polski”, Nr. 2 (256), Suceava, 2018, p. 20 23.
- Józef Beck – Pod znakiem Orła Białego / Józef Beck – Sub semnul Vulturului Alb , în Polonus - Pismo Związku Polaków w Rumunii / Revista Uniunii Polonezilor din România “Dom Polski”, Nr. 1 (255), Suceava, 2018, p. 26-29.
- Kiedy zapalają się znicze / Când se aprind candele, partea I, în Polonus - Pismo Związku Polaków w Rumunii / Revista Uniunii Polonezilor din România “Dom Polski”, Nr. 4 (258), Suceava, 2018, p. 30-31.
- Kiedy zapalają się znicze / Când se aprind candele, partea a II-a, în Polonus - Pismo Związku Polaków w Rumunii / Revista Uniunii Polonezilor din România “Dom Polski”, Nr.5 (259), Suceava, 2018, p. 30-32.
- Kiedy zapalają się znicze / Când se aprind candele, partea a III-a, în Polonus - Pismo Związku Polaków w Rumunii / Revista Uniunii Polonezilor din România “Dom Polski”, Nr. 6,7 (260, 261), Suceava, 2018, p. 40-43.
- Ulica polskiej pamięci / Strada memoriei poloneze, în Polonus - Pismo Związku Polaków w Rumunii / Revista Uniunii Polonezilor din România “Dom Polski”, Nr. 3 (269), Suceava, 2019, p. 22-27.
- Bohaterowie nie umierają nigdy. General Henri Cihoski – bohater Wielkiej Rumunii / Eroii nu mor niciodatǎ. Generalul Henri Cihoski – erou al României Mari, în Polonus - Pismo Związku Polaków w Rumunii / Revista Uniunii Polonezilor din România “Dom Polski”, Nr. 4 (270), Suceava, 2019, p. 22-27.
- Budując wspólczesną Rumunii – Stanislas Cihoski / Construind România modernǎ – Stanislas Cihoski, în Polonus - Pismo Związku Polaków w Rumunii / Revista Uniunii Polonezilor din România “Dom Polski”, Nr. 6 (272), Suceava, 2019, p. 21-28.
- W klepsydrze czasu. Palacyk Woronieckich w Bukareszcie / În clepsidra timpului. Palatul Woroniecki din București, în Polonus - Pismo Związku Polaków w Rumunii / Revista Uniunii Polonezilor din România “Dom Polski”, Nr. 7 (273), Suceava, 2019, p. 13-17.
- Słynna kawiarnia Fialkowskiego / Vestita cafenea Fialkowski, în Polonus - Pismo Związku Polaków w Rumunii / Revista Uniunii Polonezilor din România “Dom Polski”, Nr. 10 (276), Suceava, 2019, p. 21-27.
- W dążeniu do piękna i doskonalości. Zygfried Kofszynski – twórca „Caru’ cu Bere” / În cǎutarea frumosului și perfecțiunii. Zygfried Kofszynski – creatorul berǎriei „Caru’ cu Bere” în Polonus - Pismo Związku Polaków w Rumunii / Revista Uniunii Polonezilor din România “Dom Polski”, Nr. 1 (279), Suceava, 2020, p. 38-42.
- Mosty do wieczności. Anghel Saligny - człowiek wielkich projektów / Poduri spre veșnicie. Anghel Saligny – omul marilor proiecte, în Polonus - Pismo Związku Polaków w Rumunii / Revista Uniunii Polonezilor din România “Dom Polski”, Nr. 12 (278), Suceava, 2020, p. 19-24.
- Na skrzydłach czasu. Robert Ritter von Dombrowski / Pe aripile timpului. Robert Ritter von Dombrowski, în Polonus - Pismo Związku Polaków w Rumunii / Revista Uniunii Polonezilor din România “Dom Polski”, Nr. 5 (283), Suceava, 2020, p. 19-23.

## Volume colective
- „Climatul de bunǎ conviețuire a naționalitǎților“ în Vocația familiei în dezvoltarea comunicǎrii interetnice în România (studii și cercetǎri), Coord. Ana Tucicov-Bogdan, Editor – Fundația „Armonia pentru familii etnic mixte din România”, București, 1996, p. 38-52.
- „Multiculturalitate și comunicare interetnicǎ“ în Familia interetnicǎ în societatea civilǎ din România (studii psihosociologice), Editor – Fundația „Armonia” pentru familii etnic mixte din România”, București, 1998, p. 112-127.[12]
- „Rola wychowawcza w polskiej rodzinie w XIX w. i początku XX w. Niedzielscy – polska rodzina bukowińska“, în antologia Poezja dzisiaj - XI festiwal Poezji Słowiańskiej, Nr. 131/132, Editura Wydawnictwo Książkowe IBIS, Warszawa, 2018. P. 155-159.
- „Rolul educativ al familiei poloneze la sfârșitul sec. al XIX-lea și inceputul sec. XX. Familia Niedzielski - o familie de polonezi bucovineni/Rola wychowawcza polskiej rodzinie pod koniec XIX i początek XX wieku. Niedzielscy – polska rodzina z Bukowiny”, în O relacjach polsko-rumuńskich na przestrzeni wieków w Stulecie Odzyskania Niepodległości Polski I Wielkiego Zjednoczenia Rumunii / Despre relațiile polono-române de-a lungul timpului în anul Centenarului Independenței Poloniei și Marii Uniri a României, Editor Związek Polaków w Rumunii / Uniunea Polonezilor din România, Suceava, 2019, p. 617-620.
- „Pǎstrarea identitǎții naționale în familie la minoritatea polonezǎ bucovineanǎ. Familia Niedzielski” în Polonezii din România. Repere identitare, Editor – Institutul pentru Studierea Problemelor Minoritǎților Naționale, Colecția Minoritǎți, Cluj-Napoca 2020, p.122-133.
- „Vizualitate, corporalitate, cunoaștere” în Realitate și aparențǎ, evidențǎ și probabilitate. Teme, tehnici și modele de filosofare în actualitate, Coord. Gabriela-Paula Florea și Viorel Cernica, Editura Universitǎții din București, 2020 p. 251-265.
- „Manipulare, aparențǎ, eticǎ”, în Realitate și aparențǎ, evidențǎ și probabilitate. Teme, tehnici și modele de filosofare în actualitate, Coord. Gabriela-Paula Florea și Viorel Cernica , Editura Universitǎții din București, 2020, p. 25-39.